# Réz-klór ciklus
A réz-klór körfolyamat egy négylépéses hidrogéntermelő termokémiai körfolyamat. A körfolyamatban termokémiai és elektrolízises lépésekben történik a víz felbontása alkotóelemeire. A folyamat fenntartásához szükséges hőmérséklet 530 °C körüli.
A réz-klór ciklus négy reakción keresztül vezet a vízbontáshoz, a nettó folyamat valójában a víz alkotóira történő felbontása melléktermékek nélkül, mert ezek a köztitermékek a körfolyamatban visszajárathatóak. A réz-klór körfolyamat kapcsolható nukleáris és egyéb hőforrásokhoz. Ennek jelentősége a különféle folyamatok hulladékhőjének hasznosításakor mutatkozik meg alacsony környezeti hatása és alacsony fajlagos hidrogénelőállítási költségével – mint előnnyel – a többi hagyományos eljárással szemben.
A réz-klór körfolyamat vezető szerepet tölt be a fejlesztés alatt álló negyedik generációs atomreaktorokhoz kapcsolódó termokémiai folyamatok közt. Ezekkel a reaktorokkal magas hatásfokkal termelhető hidrogén és elektromos áram egyszerre.

## Folyamatleírás
| \| H2O \| → \| Reakció 2 \| → \| Cu2OCl2 \| → \| Reakció 3 \| → \| ½ O2 \| \| \| \| ↓ \| ↖ \| \| \| ↓ \| \| \| \| 2 HCl \| \| 2 CuCl2 \| \| 2+2 CuCl \| \| \| \| \| \| ↓ \| \| \| ↖ \| ↓ \| ↖ \| \| \| \| \| H2 \| ← \| Reakció 1 \| ← \| 2 Cu \| ← \| Reakció 4 \| ↑ \| \| \| \| \| \| ↘ \| → \| → \| → \| ⤴ \| \| |   |           |   |          |   |           |   |      |
| H2O | → | Reakció 2 | → | Cu2OCl2  | → | Reakció 3 | → | ½ O2 |
| |   | ↓         | ↖ |          |   | ↓         |   |      |
| 2 HCl |   | 2 CuCl2   |   | 2+2 CuCl |   |           |   |      |
| ↓ |   |           | ↖ | ↓        | ↖ |           |   |      |
| H2 | ← | Reakció 1 | ← | 2 Cu     | ← | Reakció 4 | ↑ |      |
| |   |           | ↘ | →        | → | →         | ⤴ |      |

A következő négy reakció képezi a réz-klór körfolyamatot:
1. 2 Cu + 2 HCl(g) → 2 CuCl(f) + H2(g) (430–475 °C)
2. 2 CuCl2 + H2O(g) → Cu2OCl2 + 2 HCl(g) (400 °C)
3. Cu2OCl2 → 2 CuCl + ½ O2(g) (500 °C)
4. 4 CuCl → 2 CuCl2(aq) + 2 Cu (környezeti hőmérsékleten történő elektrolízis)

Nettó reakció: H2O → H2 + ½ O2
Jelölés: (g)—gáz; (f)—folyadék; (aq)—vizes oldat.
Az Atomic Energy of Canada Limited társaság kísérletileg demonstrálta, hogy az elektrolízis és a hidrogénfejlődés lépése összevonható. Ekkor a katódfolyamatban fejlődik a hidrogén, az anódon pedig a Cu(I) ion Cu(II) ionná oxidálódik, a köztitermék (fém réz) kihagyásával.
Hozzávetőlegesen a folyamathoz szükséges hő fele a folyamat exoterm részéből elvonható, a további hő pedig tetszőleges elérhető hőforrásból biztosítható. Főbb kutatási irány a nukleáris reaktorok hulladékhőjének hasznosítására felhasználni a réz-klór ciklust, különösen a CANDU szuper kritikus vizes reaktorhoz kapcsolódóan.

## Előnyök és hátrányok
Előnye a réz-klór ciklusnak az alacsonynak mondható működési hőmérséklet, a képesség az alacsony minőségű hulladékhő hasznosítására, ami energiahatékonyság-növelő, valamint potenciálisan olcsóbb szerkezeti anyagokból valósíthatók meg a körfolyamat készülékei.
Összehasonlítva más termokémiai ciklusokkal is alacsonynak mondható a működési hőmérséklet, amely 530 °C (990 °F).
További előnyként mondható az elektrolízis lépésének alacsony feszültségűsége (0,6–1,0 V közt, de esetleg akár 0,5 V is, ha alacsonyabb az áramsűrűség), A  Cu–Cl ciklus bruttó hatásfoka várhatóan jobb mint 43%, nem beleszámítva a hulladékhő hasznosítási képességből fakadó előnyt, amikor „ingyenes” hulladékhőt hasznosítunk a ciklusban.
Hátrányként hozható fel, hogy a munkaközegek és a reakciótermékek korrozívak, ami további mérnöki fejlesztést igényel a felhasznált készülékek és szerkezeti anyagok terén. A szóba jöhető szerkezeti anyagcsoportok: szórt bevonatok, nikkelötvözetek, üveggel bevont acélkészülékek, különleges új anyagok.

## Fordítás
- Ez a szócikk részben vagy egészben  a   Copper–chlorine cycle című angol Wikipédia-szócikk ezen változatának fordításán alapul.  Az eredeti cikk szerkesztőit annak laptörténete sorolja fel. Ez a jelzés csupán a megfogalmazás eredetét és a szerzői jogokat jelzi, nem szolgál a cikkben szereplő információk forrásmegjelöléseként.